# ジャン・チベリ

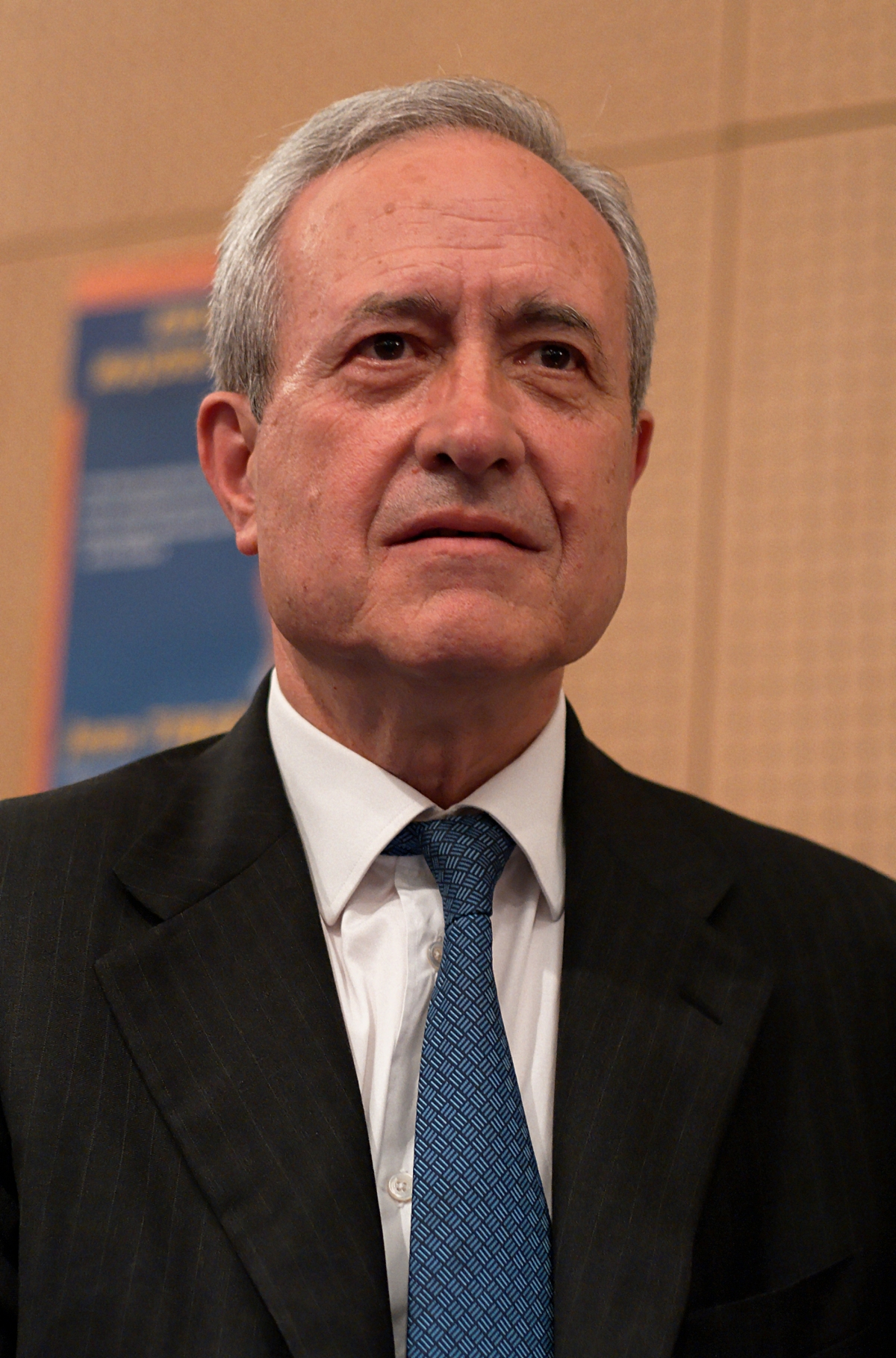
2007年6月6日撮影

ジャン・チベリ（Jean Tiberi、1935年1月30日 - 2025年5月27日）は、フランスの政治家。国民運動連合所属の国民議会議員、元パリ市長。コルシカ島に起源をもつイタリア系フランス人。

## 略歴
パリ5区生まれ。1999年に廃校になったパリ5区のコレージュ・サント＝バルブから、リセ・ルイ＝ル＝グランを経て、パリ第2大学（パンテオン＝アサス）法学部入学。卒業後は司法官になり、司法省（la Chancellerie）からメス、モー、そしてボーヴェなどの判事として勤務した。
1968年8月13日に補欠選挙で国民議会議員にパリ5区から出馬して初当選する。それ以来、一度も落選することなく国民議会議員を務めている。1976年1月12日から同年8月25日までジャック・シラク第一次内閣の下で農務省の食料産業担当副大臣を務めた。
1977年のシラクがパリ市長に当選した。1983年3月14日にパリ第5区区長に初当選して以来、1995年5月21日まで区長を務めた。くわえて、同1983年3月14日からシラク・パリ市長の下でパリ市助役（ないし副市長）に就任し、同1995年5月21日まで務めた。
同1995年3月のパリ市長選挙にシラクによる指名後継者として出馬し、当選する。
2001年3月のパリ市長選挙で再選を目指して臨んだが、社会党のベルトラン・ドラノエ上院議員（当時）が左派をまとめ中道・保守層にも浸透して当選する。2008年3月のパリ市長選挙に国民運動連合公認で出馬すべくパリ在住の同党党員による予備選挙に参加した。チベリの他に3人が立候補した。2006年2月25日の第一回投票でチベリは最下位の16.98%の票を獲得し、一次選考で落選となった。
2008年、パリ第5区長に再選された。
2025年5月27日に死去。90歳没。